# Pop Goes the Weasel

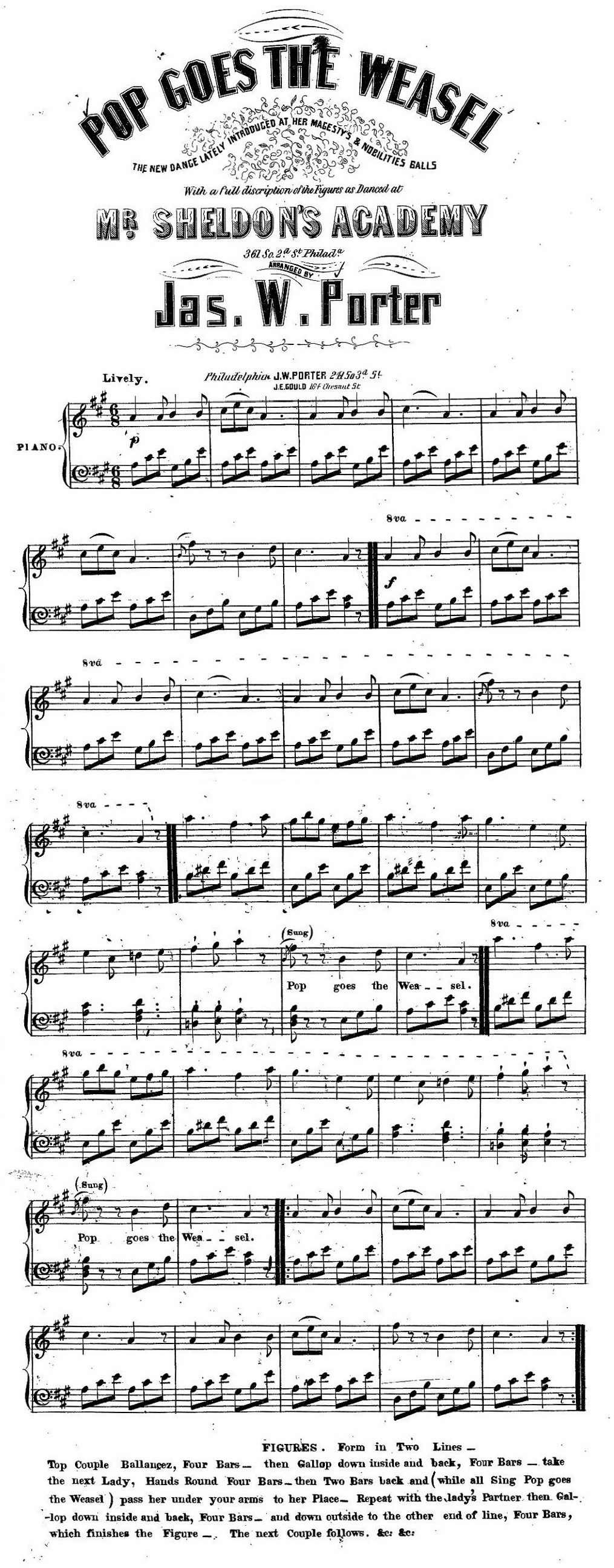
Spartito per pianoforte di Pop Goes the Weasel con descrizione del ballo (1853)

Pop Goes the Weasel o Pop! Goes the Weasel è una filastrocca inglese risalente alla metà dell'Ottocento.

## Storia
Durante il mese di giugno del 1852, un'imbarcazione che prendeva il nome di Pop Goes The Weasel partecipò all'annuale competizione navale della città di Durham.
La canzone Pop Goes The Weasel divenne popolare in Inghilterra verso la fine del 1852. Il 13 dicembre di quell'anno, gli abitanti di Ipswich parteciparono a un ballo al termine del quale danzarono sulle note di Pop Goes The Weasel che, stando ai resoconti dell'evento, sarebbe un "ballo di campagna fra i più allegri che si possano immaginare". Undici giorni dopo, vennero promosse delle lezioni di ballo a Birmingham durante le quali i partecipanti potevano imparare a ballare Pop Goes The Weasel. Stando a un articolo del 28 dicembre del 1852 del Times gli spartiti del brano erano stati pubblicati assieme alle illustrazioni di Mons. E. Coulon. Numerosi resoconti dell'epoca riportano che Pop Goes The Weasel fosse una danza di moda fra i nobili dell'epoca.
Uno spartito di Pop! Goes the Weasel acquisito dalla British Library nel 1853 presenta una melodia molto simile a quella odierna, ma un testo diverso. Sempre nel 1853, venne pubblicata un'altra trascrizione della canzone assieme alle istruzioni per ballarla.
Uno spartito protetto da copyright a Baltimora nel 1846, riporta che Pop! Goes the Weasel fosse stato scritto da tale "Raymond". Tuttavia, alcuni datano quel documento al 1856.
Durante lo stesso periodo, il brano si diffuse anche negli USA, ove la traccia subì delle modifiche.
Pop Goes the Weasel venne inserita al numero 5249 del Roud Folk Song Index.

## Testo
Esistono molte versioni diverse di Pop Goes the Weasel. Quella che segue è un esempio.
Half a pound of treacle.

That's the way the money goes,

Pop! goes the weasel.»
The monkey's on the table,

Take a stick and knock it off,

Pop! goes the weasel.»
In and out the Eagle,

That's the way the money goes,

Pop goes the weasel.»

## Significato

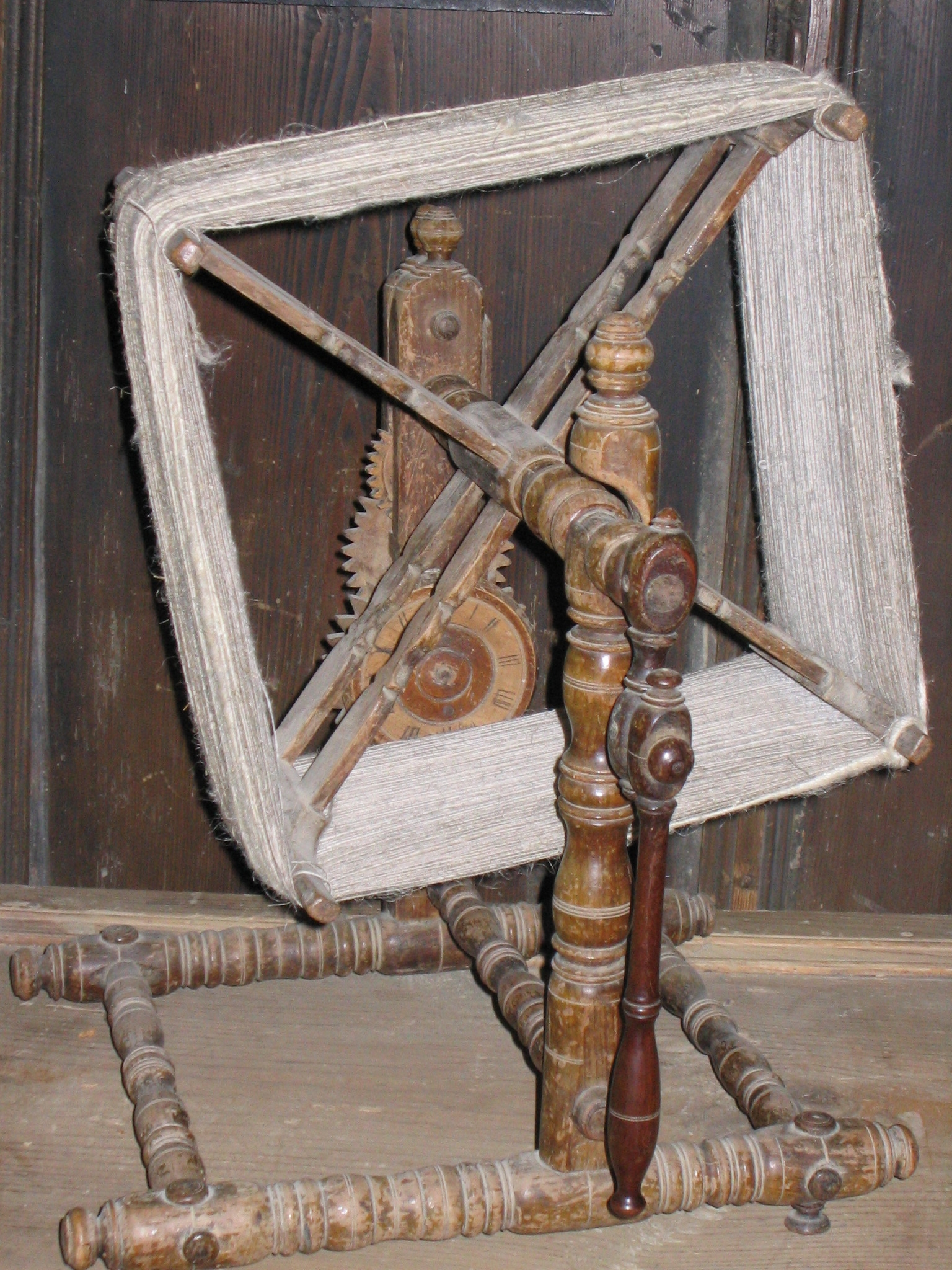
Una spinning weasel

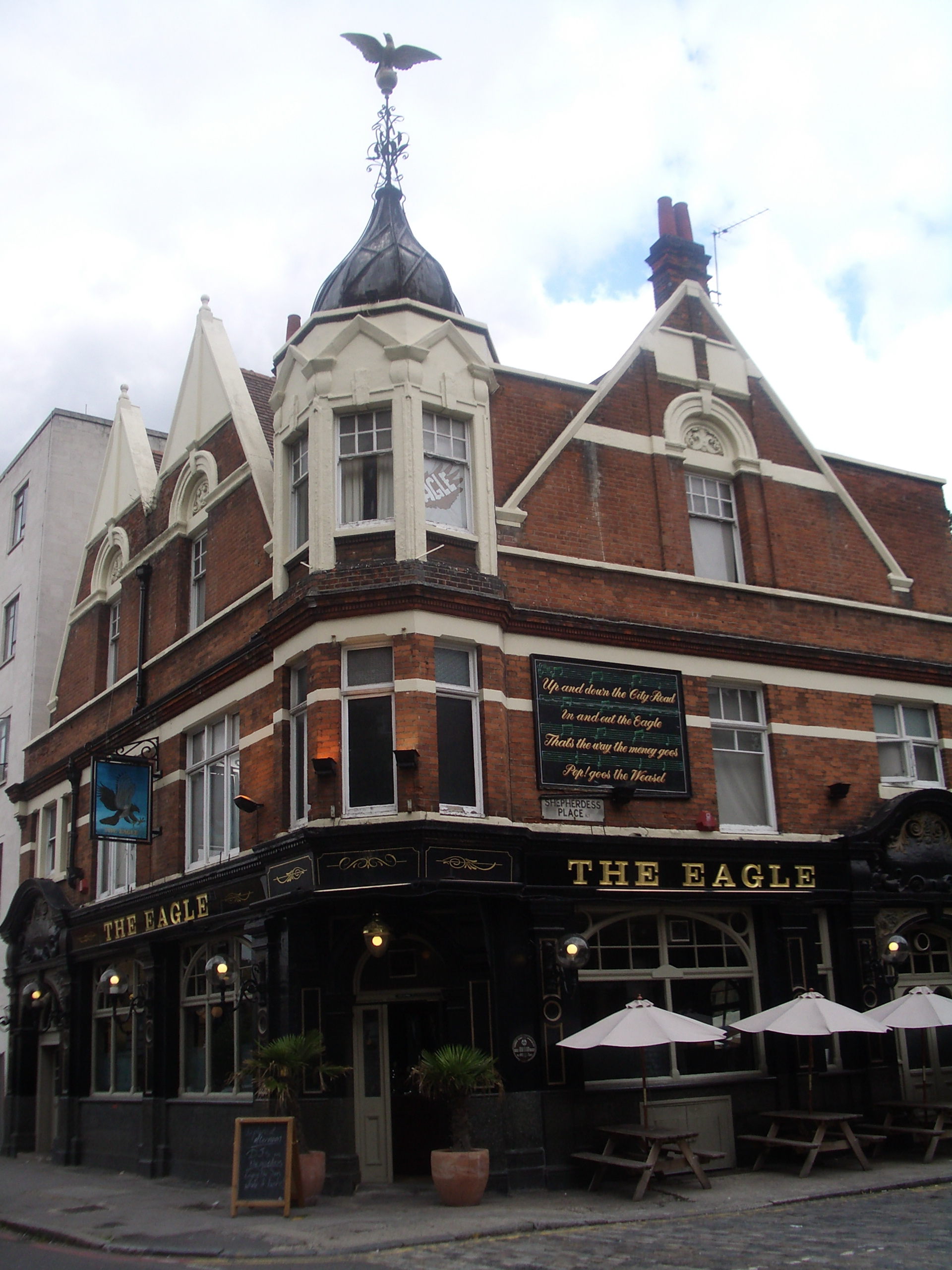
L'Eagle di City Road, a Londra

Non è chiaro il significato del testo di Pop Goes the Weasel. Iona e Peter Opie Riportano che, durante gli anni cinquanta dell'Ottocento, quando il ballo aveva raggiunto l'apice della sua notorietà Oltremanica, nessuno sembrava sapere cosa significasse la frase pop goes the weasel.
Secondo alcuni, il verso che dà il titolo alla canzone alluderebbe a un ferro da stiro da sarto, a una donnola morta, a un attrezzo da cappellaio, o a uno strumento rotante usato per misurare il filato che in inglese prende il nome di spinning weasel.
Altri pensano che la canzone descrive l'atto di chi, ridotto in condizioni di estrema povertà, decide di vendere la propria giacca per comprare cibo e bevande. Ciò sembra confermato dalla parte che recita that's the way the money goes ("così vanno via i soldi") e i termini in rhyming slang cockney weasel ("cappotto") e pop ("dare in pegno"). La "scimmia" (monkey) che viene menzionata nelle liriche può pertanto alludere al termine slang monkey on the house ("scimmia sulla casa"), che indica un mutuo o un prestito garantito.
L'Eagle che appare nel testo si riferisce probabilmente alla Eagle Tavern, uno storico edificio londinese all'angolo di Shepherdess Walk.